# Prom (film)
Prom är en amerikansk tonårsfilm från 2011 producerad av Ted Griffin och Justin Springer. Den släpptes 29 april 2011 av Walt Disney Pictures.

## Skådespelare
- Aimee Teegarden - Nova Prescott
- Thomas McDonell - Jesse Richter
- Danielle Campbell - Simone Daniels
- Nicholas Braun - Lloyd Taylor
- Nolan Sotillo - Lucas Arnaz
- Cameron Monaghan - Corey Doyle
- Kiley Bunbury - Jordan Lundley
- DeVaughn Nixon - Tyler Barso
- Christine Elise McCarthy - Sandra Linsey
- Riley Voelkel - Claire
- Ivy Malone - Alice
- Jonathan Keltz - Brandon
- Raini Rodriguez - Tess
- Jere Burns - Principal Dunnan
- Aimee-Lynn Chadwick - Rachel
- Yin Chang - Mei
- Allie Trimm - Betsy
- Jared Kusnitz - Justin Wexler